# 혹등고래
혹등고래(영어: humpback whale, 학명: Megaptera novaeangliae 메가프테라 노바에앙글리아이[*])는 수염고래과 혹등고래속에 딸린 고래이다. 성체는 몸길이가 12-16m 이고, 무게는 30톤 정도 나간다. 머리에 긴 가슴지느러미와 결절이 있는 독특한 체형을 가지고 있다. 브리칭 및 기타 독특한 표면 동작으로 유명하여 고래 관찰자들에게 인기가 있다. 그리고 수컷은 일반적으로 4~33분동안 지속되는 복잡한 노래를 만든다. 전 세계의 대양과 바다에서 발견되는 혹등고래는 일반적으로 알래스카에서 하와이까지 매년 최대 16,000km(9,900마일)를 이동한다. 전 세계의 대양에 서식하나 지중해에서는 거의 목격되지 않는다. 그들은 극지방의 바다에서 먹이를 먹고 번식과 출산을 위해 열대 또는 아열대 바다로 이동한다. 그들의 식단은 주로 크릴새우와 작은 물고기로 구성되며 거품을 사용하여 먹이를 잡는다. 겨울철에는 지방 저장고에 에너지를 의존한다. 범고래는 혹등고래의 주요 자연 포식자이다. 다른 대형 고래와 마찬가지로 혹등고래도 포경 산업의 표적이었다. 인간은 한때 멸종 직전까지 종을 사냥했다. 종은 1960년대에 5,000마리로 떨어졌다. 개체 수는 전 세계적으로 약 135,000마리로 부분적으로 회복되었으며 낚시 장비에 얽히거나 선박과의 충돌, 소음 공해가 계속해서 종에 영향을 미치고 있다.

## 분류
혹등고래속의 유일한 종으로 긴수염고래와 유전적으로 가깝다. 남방혹등고래, 북태평양혹등고래, 북대서양혹등고래 3 종의 아종이 있다. 가슴의 길쭉한 지느러미발과 등에난 혹때문에 다른 고래들과 확연히 구분된다. 최근 DNA 분석에 따르면 귀신고래가 혹등고래와 가장 가까운 친연관계에 있다. 혹등고래는 청고래, 지느러미고래, 브라이드고래, 청고래, 밍크고래를 포함하는 수염고래과에 속하는 긴수염고래이다. 2018년 게놈 분석에 따르면 긴수염고래는 1050만년에서 750만년 전 사이인 중신세 후기에 다른 수염고래와 갈라졌다. 혹등고래와 참고래는 자매 분류군인 것으로 밝혀졌다.
혹등고래를 처음 분류한 사람은 프랑스의 동물학자 마튀랭 자크 브리송으로 1756년 《동물학》에 baleine de la Nouvelle Angleterre(발랭 드 라 노베이유 앙글래테르, 뉴잉글랜드고래)로 등재하였다. 1781년 독일의 동물학자 게오르그 하인리흐 보로브스키는 브리송의 등재명을 라틴어로 바꾸어 Balaena novaeangliae(발래나 노배앙글리애)로 학명을 표기하였다. 1801년 프랑스의 자연사가 베르나르드 제르망 드라세페드는 학명을 B. jubartes(혹고래)로 표기하고 긴수염고래과로 분류하였다. 1846년 영국의 동물학자 존 에드워드 그레이가 Megaptera(메가프테라, 큰지느러미)로 흑고래속을 새로 만들고 혹등고래를 단일종으로 분류하면서 Megaptera longipinna로 명명하였다. 그러나 1932년 미국의 자연사가 레밍턴 캘로그는 새로운 속을 인정하지 않고 보로브스키의 학명으로 회귀하였다. 오늘날 혹등고래는 수염고래과의 흑고래속으로 분류된다.
현대 혹등고래 개체군은 약 880,000년 전에 남반구에서 시작되었으며 200,000~50,000년 전에 북반구에 많이 서식했다.
2014년 영국 남극 탐험은 북대서양, 북태평양 및 남극해의 분리된 개체군은 유전자 흐름이 제한되어 있으며 유전적 구별이 명확하다는 것을 밝혀내고 각각 M.n.novaeangliae, M.n.kuzira 및 M.n.australis라는 학명을 가진 세 종류의 아종으로 구분하였다. 아라비아해의 비이주 개체군은 70,000년 동안 고립되어 있었다.

## 생김새

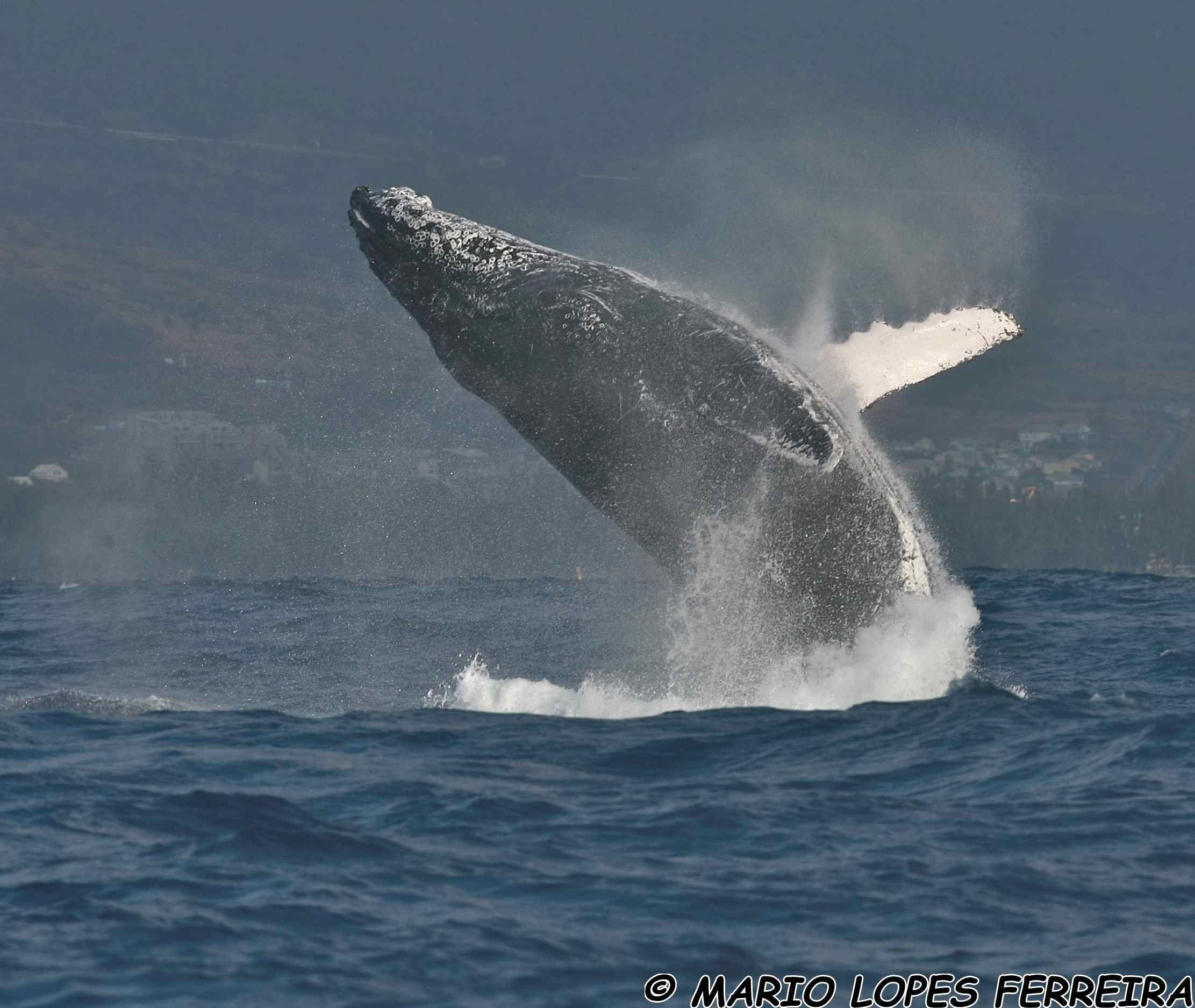
수면 위로 뛰어 오르는 혹등고래

혹등고래는 뭉툭하게 생긴 몸체를 지니고 있으며 입 근처의 머리와 아랫턱에 많은 혹이 나있다. 꼬리가 크고 지느러미발이 무척 길다. 입 안에는 아래 위 양쪽으로 각각 270 가닥에서 400 가닥에 이르는 어두운 색상의 고래 수염이 나있다. 수염의 길이는 46 - 91 cm이다. 배에는 배꼽 부근에서 아랫턱에 이르는 깊은 주름이 좌우 대칭으로 나있다. 이 주름은 14 - 22 개 정도이다. 몸은 부피가 크며 얇은 주둥이와 비례적으로 긴 지느러미가 있으며 각각 몸 길이의 약 1/3이다. 그것은 거의 존재하지 않는 것에서 다소 길고 구부러진 것까지 다양한 짧은 등 지느러미를 가지고 있다. 긴수염고래처럼 혹등고래는 아래턱 끝과 배꼽 사이에 홈이 있다. 이 종에서는 14-35마리로 상대적으로 수가 적다. 큰 고래들 중에서 독특하게도, 혹등고래는 지느러미의 머리와 앞 가장자리에 돌기나 작은 혹을 가지고 있다; 꼬리 지느러미는 꼬리 끝이 들쭉날쭉하다. 머리의 작은 혹은 밑부분이 5~10cm(2.0~3.9인치) 두께이고 6.5cm(2.6인치)까지 뾰족하다. 그들은 대부분 중앙이 비어 있으며 피부에서 1–3cm(0.39–1.18인치), 두께가 0.1mm(0.0039인치)인 연약한 모발이 하나 이상 포함되어 있다. 작은 혹은 자궁 초기에 발생하며 신경이 풍부하여 감각 기능을 가질 수 있다. 등 쪽이나 윗쪽은 일반적으로 검은색이고, 배 쪽이나 아랫쪽은 다양한 수준의 검은색과 흰색을 가지고 있다. 남반구의 고래들은 더 하얀 색소를 가지고 있는 경향이 있습니다. 지느러미발은 전체 흰색에서 밑면에서만 흰색까지 다양하다. 꼬리 지느러미의 다양한 색 패턴과 흉터는 각각의 동물들을 구별한다. 암컷의 생식기 구멍의 끝은 둥근 엽으로 표시되어 있다. 이 엽은 시각적으로 수컷과 암컷을 구별한다.
암컷은 반구형으로 돌출된 생식공을 가지고 있어 수컷과 구별된다. 수컷은 짝짓기를 하지 않을 땐 생식기가 생식공 안에 감추어져 있다. 새끼는 열대와 아열대의 월동해역에서 태어난다. 각각의 흑고래는 꼬리지느러미의 다양한 모양이 마치 지문처럼 구별되기 때문에 사진 촬영하여 연구되고 있다.

### 크기
다 자란 혹등고래 수컷의 몸길이는 대략 13 - 14 m 정도이고, 암컷은 일반적으로 수컷보다 조금 더 크게 자라 1-1.5m 더 긴 14 - 15 m 정도이다. 큰 개체 경우 몸길이 19 m, 지느러미발 길이는 6 m에 이르는 것도 있다. 이 종은 몸무게가 40톤(44톤)에 달할 수 있다. 새끼들은 길이 약 4.3m(14ft), 무게 680kg(1,500lb)으로 태어난다.

### 행동과 생태
어미와 새끼를 제외한 혹등고래 무리는 일반적으로 길어야 며칠 또는 몇 주 동안 지속된다. 먹이를 주는 동안 그리고 암컷을 놓고 경쟁하는 수컷 사이에서 큰 집단이 형성되지만 일반적으로 소그룹으로 목격된다. 혹등고래는 right whales, fin whales, bottlenose dolphins 와 같은 다른 고래목의 종과 상호 작용할 수 있습니다. 혹등고래는 수면에서 매우 활동적이며, 꼬리(lobtailing)와 지느러미발로 수면을 때리고 브리칭(breaching)과 같은 공중 동작을 수행한다. 이것들은 놀이와 의사소통의 형태이거나 기생충을 제거하기 위한 형태일 수 있다. 혹등고래는 몸을 수평으로 눕힌 채 표면에 눕는다. 이 종은 7.9–15.1km/h(4.9–9.4mph)로 순항하는 다른 긴수염고래보다 수영 속도가 느리다. 위협을 받으면 혹등고래는 최대 27km/h(17mph)의 속도를 낼 수 있다. 그들은 150m(490ft) 내에서 잠수하는 것으로 보이며 120m(390ft) 이하에서는 거의 잠수하지 않는다. 여름에는 보통 5분을 넘지 않지만 겨울에는 보통 15-20분 정도 잠수한다. 혹등고래는 잠수할 때 일반적으로 꼬리 지느러미를 들어 밑면을 드러낸다.

### 먹이
혹등고래는 봄부터 가을까지 먹이를 먹는다. 그들은 일반적인 먹이를 먹는 동물이고, 그들의 주요 먹이는 크릴새우와 작은 무리를 지어 다니는 물고기이다. 남반구에서 먹는 가장 흔한 크릴새우는 남극 크릴새우이다. 더 북쪽에서는 북부 크릴새우와 다양한 종류의 다양한 Euphausia 및 Thysanoessa 종을 소비한다. 물고기의 먹이는 청어, 카플린, 까나리 그리고 대서양 고등어를 포함한다. 다른 긴수염고래와 마찬가지로 혹등고래는 먹이를 대량으로 삼키는 "gulp feeders"이고 참고래와 북극고래는 skimmers다. 고래는 홈을 넓힘으로써 입의 간격을 늘린다. 먹이를 제외한 물은 고래수염을 통해 밖으로 배출된다. 남반구에서, 혹등고래는 최대 200마리까지 무리지어 모여 먹이를 찾는 것으로 기록되어 있다. 혹등고래는 버블네트로 먹이를 사냥한다. 한 무리의 고래가 숨구멍에서 공기를 내뿜으면서 수축하는 원을 그리며 헤엄치고, 그들 위에 있는 먹이를 거품의 실린더에 포획한다. 그들은 이 기술을 수행하면서 최대 20m(66ft)까지 잠수할 수 있다. 버블네트는 두 가지 주요 형태의 상향 나선형과 이중 루프가 있다. 위로 향하는 나선형은 고래가 표면을 향해 선회하면서 숨구멍에서 지속적으로 공기를 불어 거품의 나선형을 만드는 것과 관련이 있다. 이중 고리는 먹이를 무리지어 다니는 깊고 긴 고리의 거품으로 구성되어 있으며, 표면을 두드린 다음 최종 포획을 준비하는 더 작은 고리로 구성된다. 나선형과 고리형의 조합이 기록되었다. 혹등고래가 "네트"를 만든 후 고래는 입을 벌리고 삼킬 준비가 된 상태로 그 속으로 헤엄친다.

### 개체 구별
몸에 있는 여러 패턴의 차이로 개체를 구별한다. 휠록 대학교(wheelock university)의 웨일넷 데이터는 꼬리지느러미의 문양을 등록하여 개체를 기록하고 있다.

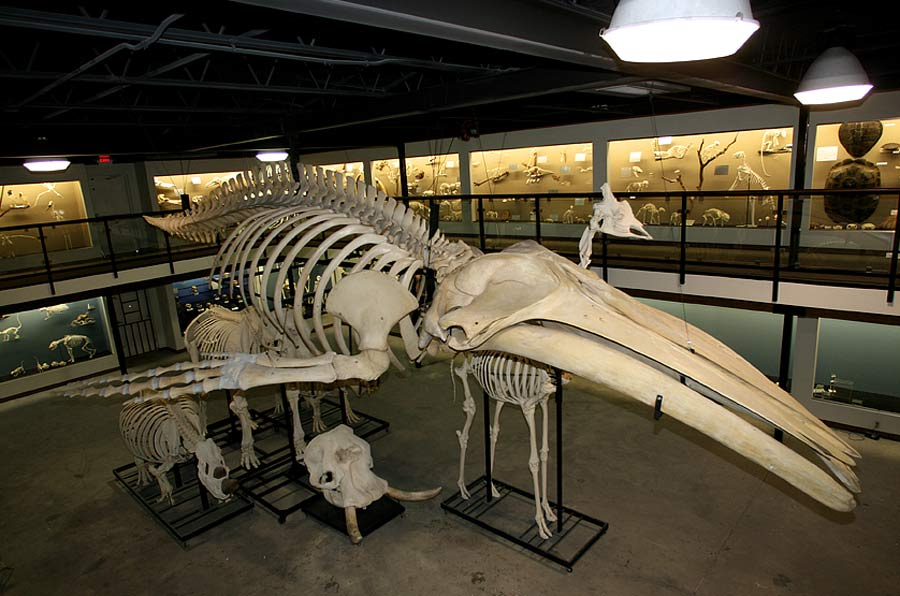
오클라호마 골해부학 박물관의 혹등고래 뼈
- 보스턴 항구의 혹등고래 어미와 새끼
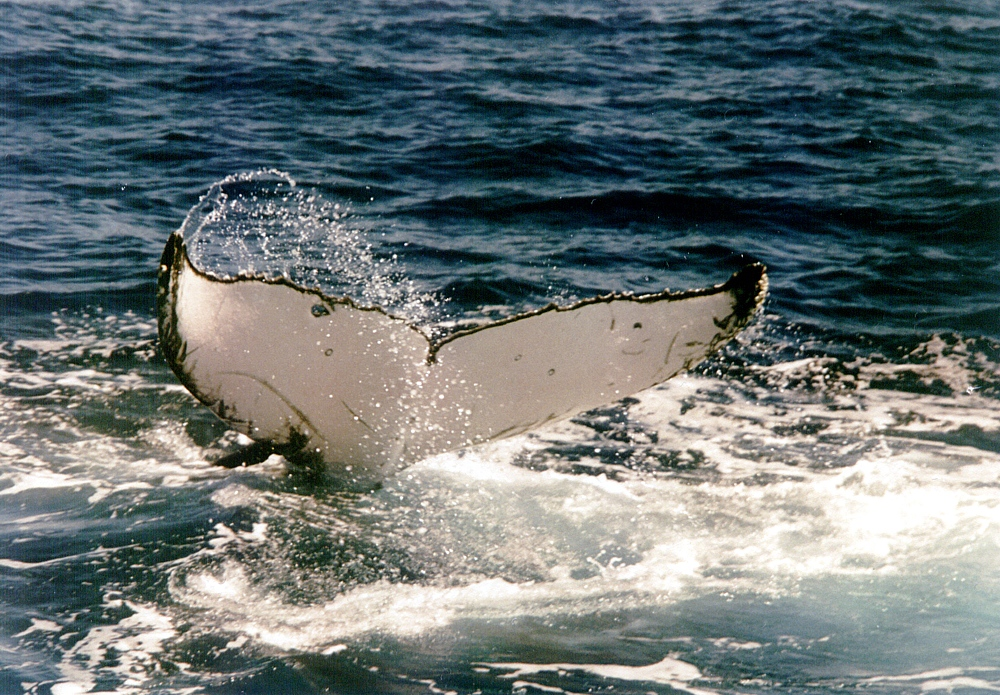
혹등고래 꼬리 밑면에 보이는 물결무늬
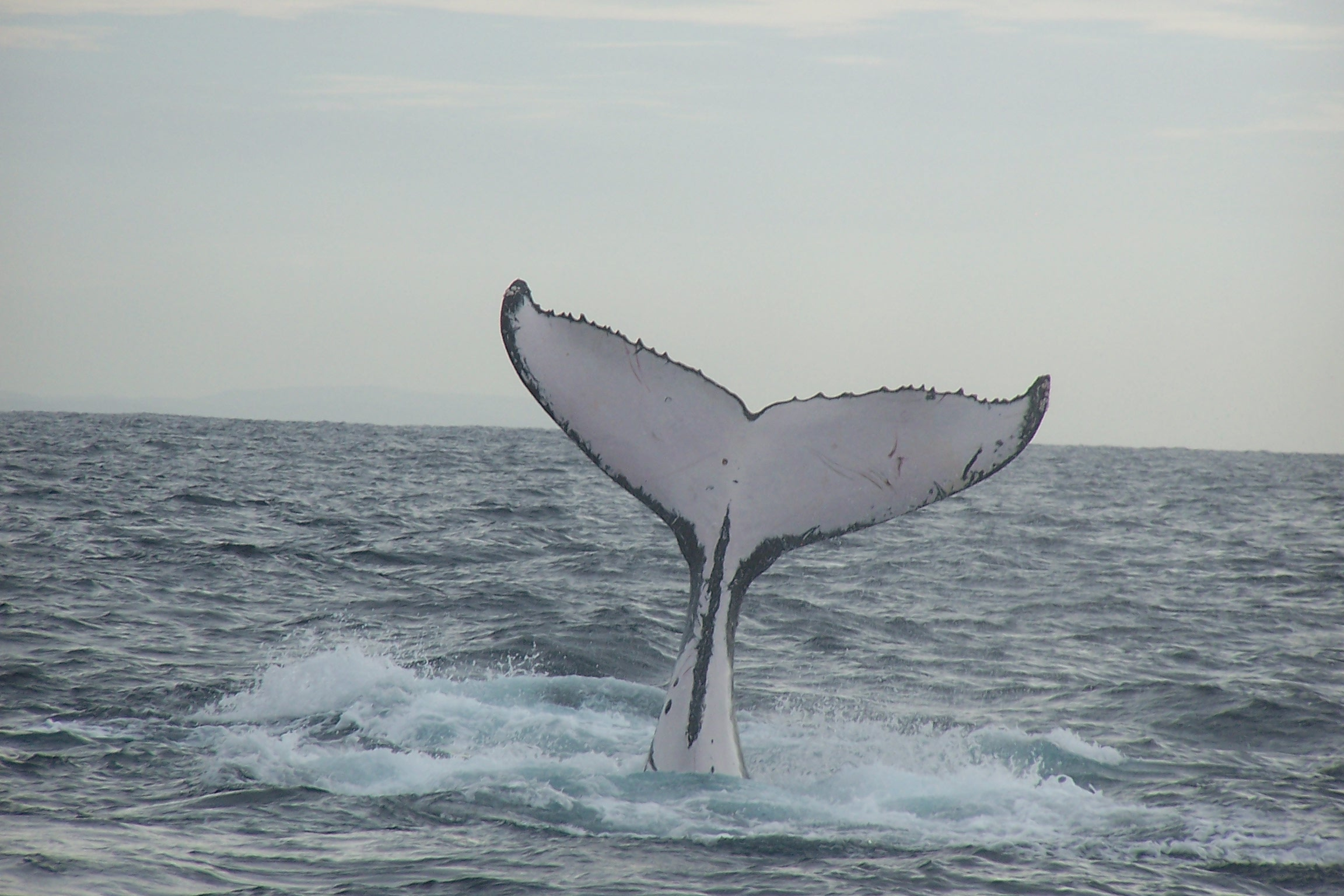
꼬리 밑면의 무늬는 개체마다 다르다
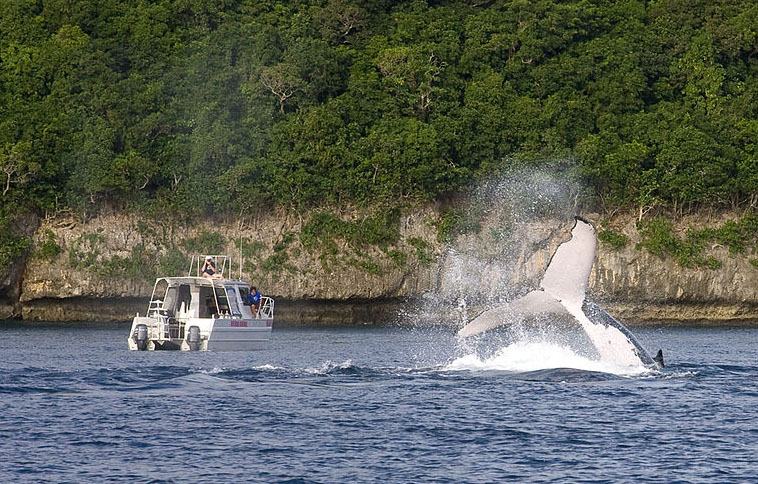
통가의 바바우 제도에서 관측된 혹등고래

## 분포
혹등고래는 북경 65도에서 남경 60도에 이르기까지 넓게 분포한다. 여름에는 차가운 고위도 지방에서 나고, 겨울에는 번식을 위해 열대나 아열대로 회유한다. 혹등고래는 포유류 가운데 이동을 매우 많이 하는 편에 속하는데, 연간 회유 경로는 약 25,000 km에 이른다. 단, 아라비아해 개체군은 열대 해역을 벗어나지 않는다. 지중해 동쪽, 발트해, 북극해에는 분포하지 않는다.

## 같이 보기
- 고래류의 종 목록